# Barbacenia glabra
Barbacenia glabra är en enhjärtbladig växtart som beskrevs av Goethart och Johannes Jan Theodoor Henrard. Barbacenia glabra ingår i släktet Barbacenia och familjen Velloziaceae. Inga underarter finns listade.